# Marino (métro de Moscou)
Pour les articles homonymes, voir Marino.
Marino (en russe : Ма́рьино et en anglais : Maryino) est une station de la ligne Lioublinsko-Dmitrovskaïa (ligne 10 verte) du métro de Moscou, située sur le territoire du raïon Marino dans le district administratif sud-est de Moscou.

## Situation sur le réseau
Établie en souterrain, à 8 mètres sous le niveau du sol, la station Marino est située au point 0183+44 de la ligne Lioublinsko-Dmitrovskaïa (ligne 10 verte), entre les stations Bratislavskaïa (en direction de Petrovsko-Razoumovskaïa) et Borissovo (en direction de Ziablikovo).